# Блінкерне табло

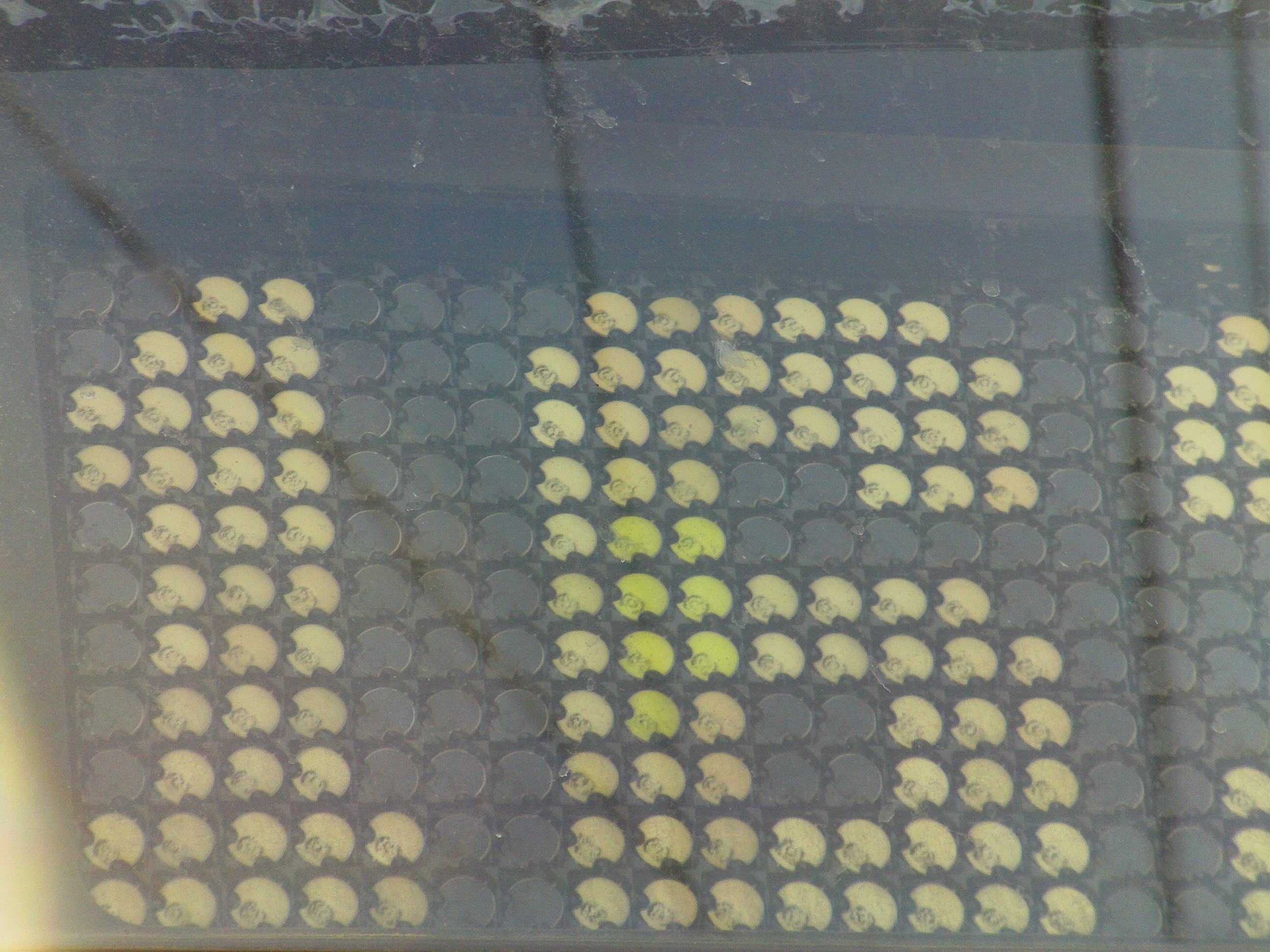
Блінкерне табло

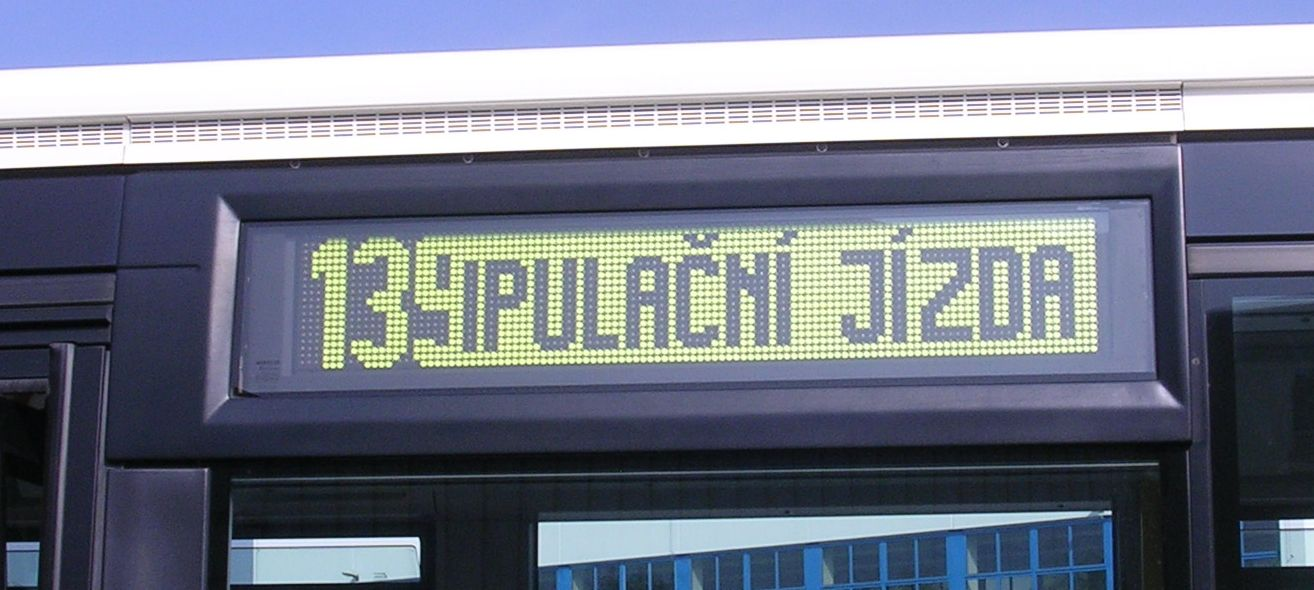
DOT-LED display of a bus Irisbus Citybus 18M (made 2004) is changing the text.

Блінкерне табло — електромеханічний бістабільний матричний знакосинтезувальний індикатор з  матричним принципом формування зображення. Використовується в інформаційних табло аеропортів, вокзалів, стадіонів, автозаправок і в маршрутовказувачі.
Складається з безлічі чарунок, в яких розташовані пластинки, пофарбовані з різних сторін в різні кольори. Під кожною клітинкою розташований електромагніт, а пластинка може бути механічно з'єднана з постійним магнітом, або сама може бути намагнічена. При подачі струму на електромагніт, в залежності від полярності, платівка повертається однією чи іншою стороною. Після відключення струму платівка залишається в тому ж положенні.
Для підсвічування в темний час доби може використовуватися підсвічування всієї матриці, використання люмінесцентної фарби або підсвічування за допомогою світлодіодів. Останні в цьому випадку підключають через геркон, перемикаються полем того ж електромагніту, що приводить в рух пластинку.
переваги:
- Невелике енергоспоживання: при достатньому природному освітленні електроенергія витрачається лише в момент перемикання.
- Хороша читаність при яскравому освітленні, оскільки табло працює на відбитому світлі.

недоліки:
- відносно великий час перемикання.
- При перемиканні створюється незначний шум (що може бути і перевагою, оскільки привертає увагу в момент рідкісного оновлення інформації).
- Невисока надійність за рахунок наявності великої кількості механічних елементів, яких, зокрема, більше, ніж в  сегментних механічних табло.